# اکسل مرکس
اکسل مرکس (انگلیسی: Axel Merckx؛ زادهٔ ۸ اوت ۱۹۷۲) یک دوچرخه‌سوار اهل بلژیک است. از قهرمانی‌های مهم وی برنده شدن قهرمانی بلژیک در سال ۲۰۰۰ است.